# Char de déminage
 (janvier 2021).
Si vous disposez d'ouvrages ou d'articles de référence ou si vous connaissez des sites web de qualité traitant du thème abordé ici, merci de compléter l'article en donnant les références utiles à sa vérifiabilité et en les liant à la section « Notes et références ».

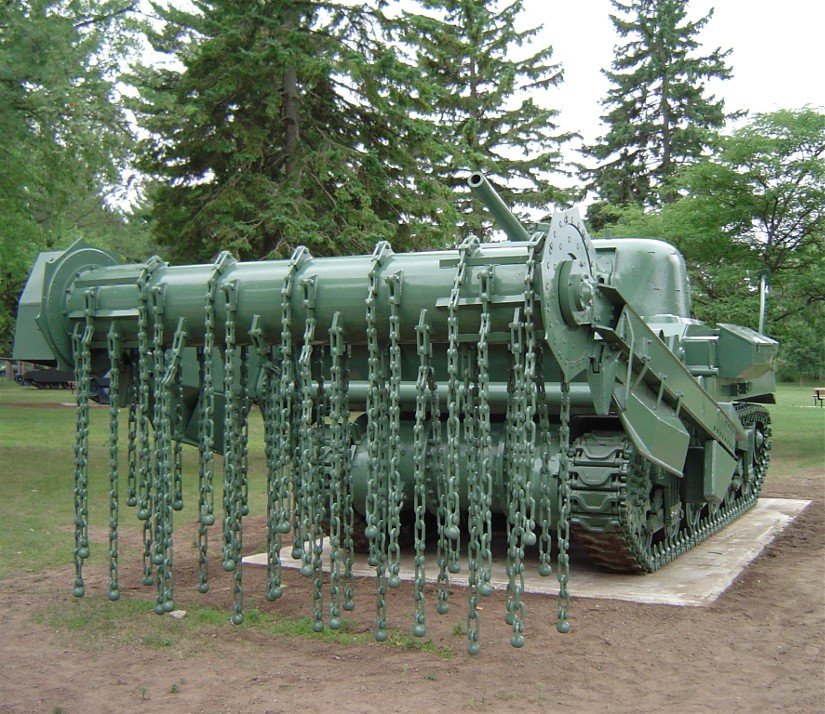
Sherman Crab – soit un M4 Sherman équipé d'un fléau, Seconde Guerre mondiale, faisant partie des Hobart's Funnies

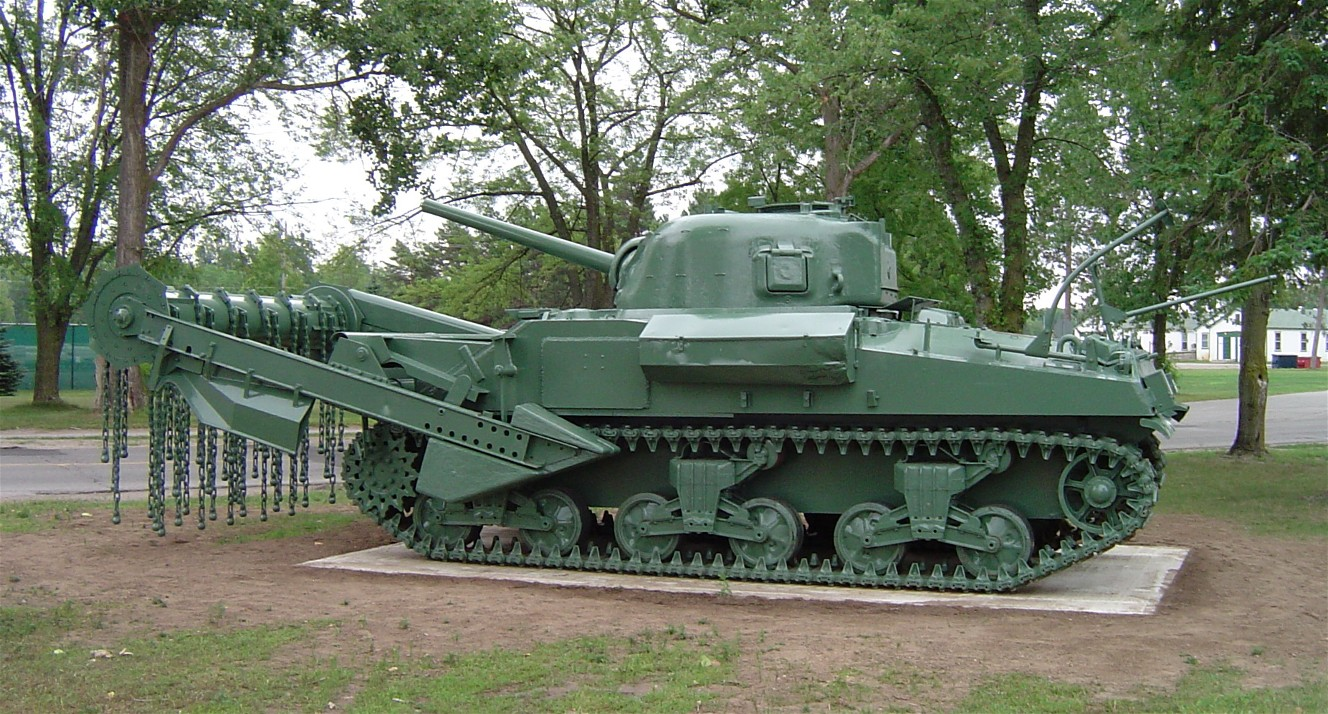
Sherman Crab au CFB Borden Military Museum, Ontario, Canada.

Un char de déminage, appelé aussi char démineur, est un véhicule blindé équipé d'un dispositif de déminage permettant un chemin sûr à travers un champ de mines en faisant délibérément exploser des mines terrestres devant le véhicule qui le transporte. Ils ont été utilisés pour la première fois par les Britanniques pendant la Seconde Guerre mondiale sous la forme d'un char avec un fléau contre les mines, cette innovation faisant partie des multiples autres désignées sous le nom de Hobart's Funnies.

## Histoire
À l'origine, le fléau antimines se compose d'un certain nombre de chaînes lourdes se terminant par des billes d'acier (fléaux) de la taille d'un poing qui sont fixées à un rotor horizontal à rotation rapide monté sur deux bras devant le véhicule. La rotation du rotor fait tourner les fléaux sauvagement et martèle violemment le sol. La force d'un coup de fléau au-dessus d'une mine enterrée imite la masse d'une personne ou d'un véhicule et fait exploser la mine, mais d'une manière sûre qui n'endommage que peu les fléaux ou le véhicule.

## Description
On distingue plusieurs types de chars de déminage, ceux avec fléau pour les mines antipersonnel, ceux pour les mines antichars (mine-roller en anglais) avec rouleau imitant les chenilles des blindés, ceux avec herse et ceux avec cordon détonant pour créer une brêche dans un champ de mines, on trouve des blindés combinant plusieurs de ces systèmes.
Pour contrer les engins explosifs improvisés se trouvant au bord des routes destinés à frapper les convois militaires, on trouve les véhicules de type Husky VMMD, équipés de radar de sol et de caméra infrarouge.

## Dans le monde
- Espagne L'Espagne compte le Husky VMMD pour les IED et le Blindé moyen sur roues EDEX pour les mines antichar et mines antipersonnel. Le char du génie ASCOD Pizarro / Ulan/Castor en version déminage lourd est prévu pour compléter les deux autres véhicules. Le Dragon (véhicule blindé) dispose d'une variante du génie avec lames d'ouverture de chemin, propulsant les mines légères et IED sur le côté de la route.
- Japon Le Japon dispose d'un lance-roquettes de déminage avec sous-munitions faisant exploser les mines à leur proximité lors de l'explosion dans le sol.
- États-Unis Les États-Unis mettent en œuvre le M1150 Assault Breacher Vehicle (ABV) basé sur le châssis du char de combat M1 Abrams.
- Russie La Russie dispose du char BMR-3 sur chassis du T-72, du char télécommandé Prokhod sur chassis T-90, du UR-77 avec cordon détonant, du drone terrestre Uran-6.
- Suisse La Suisse compte le char M113 en version déminage léger et le Kodiak (char) en version déminage lourde.

## Galerie

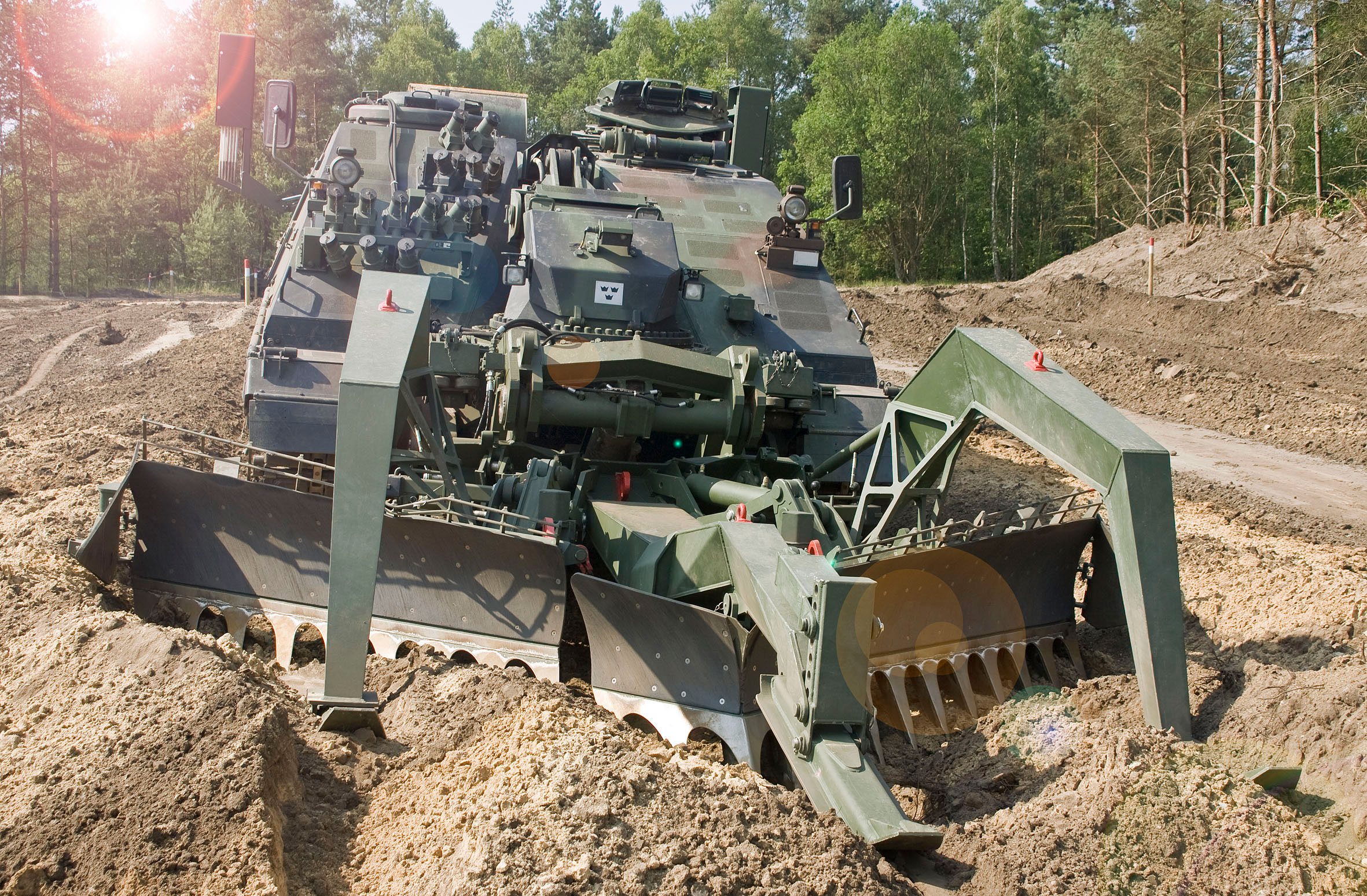
Kodiak (char) en version déminage, les trois skis permettent d'adapter automatiquement la hauteur de travail de la herse par rapport à la hauteur du terrain.
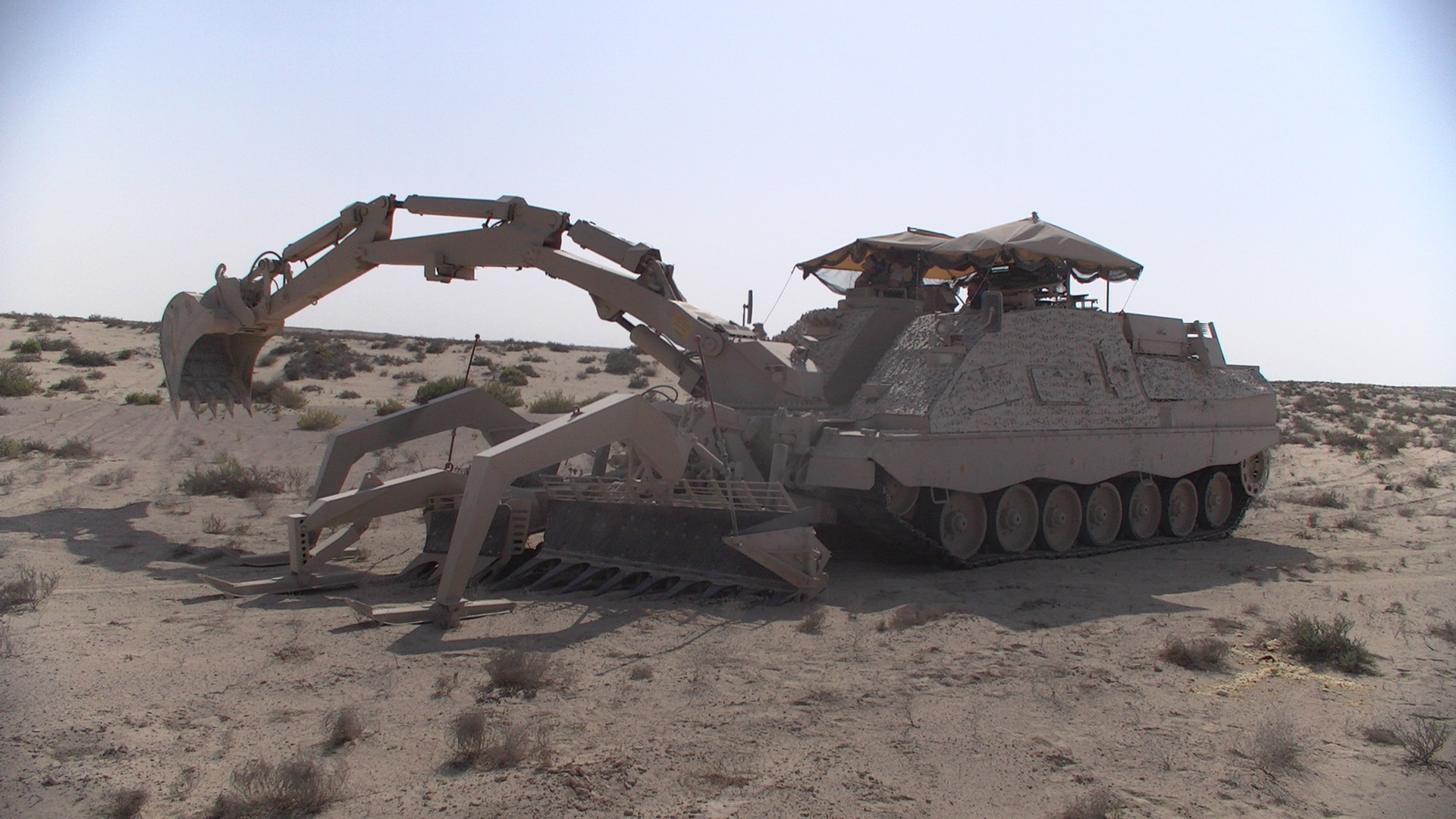
Kodiak (char) en version déminage
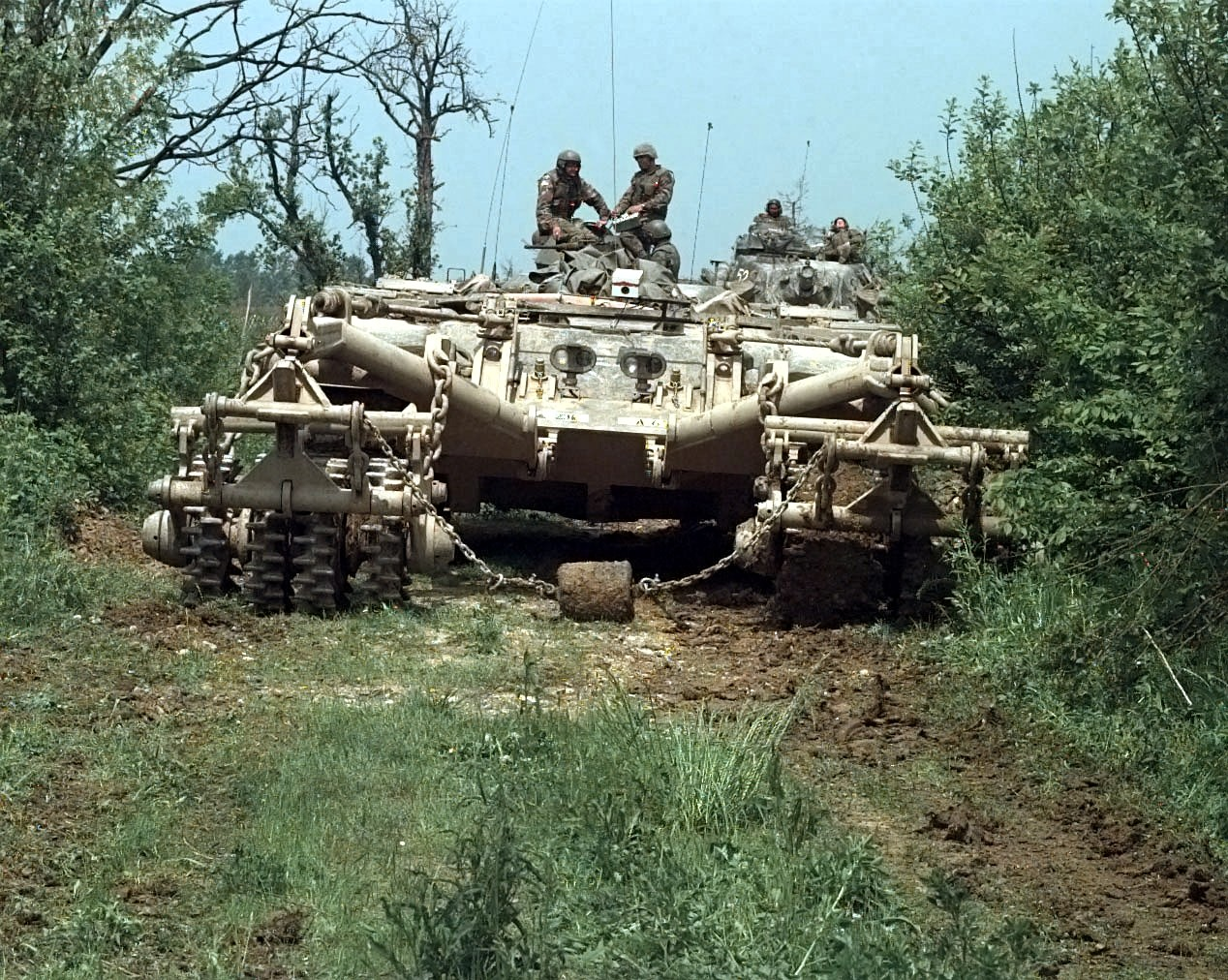
M60 Patton en version Panther de déminage de mines terrestres antichar, équipé de rouleaux
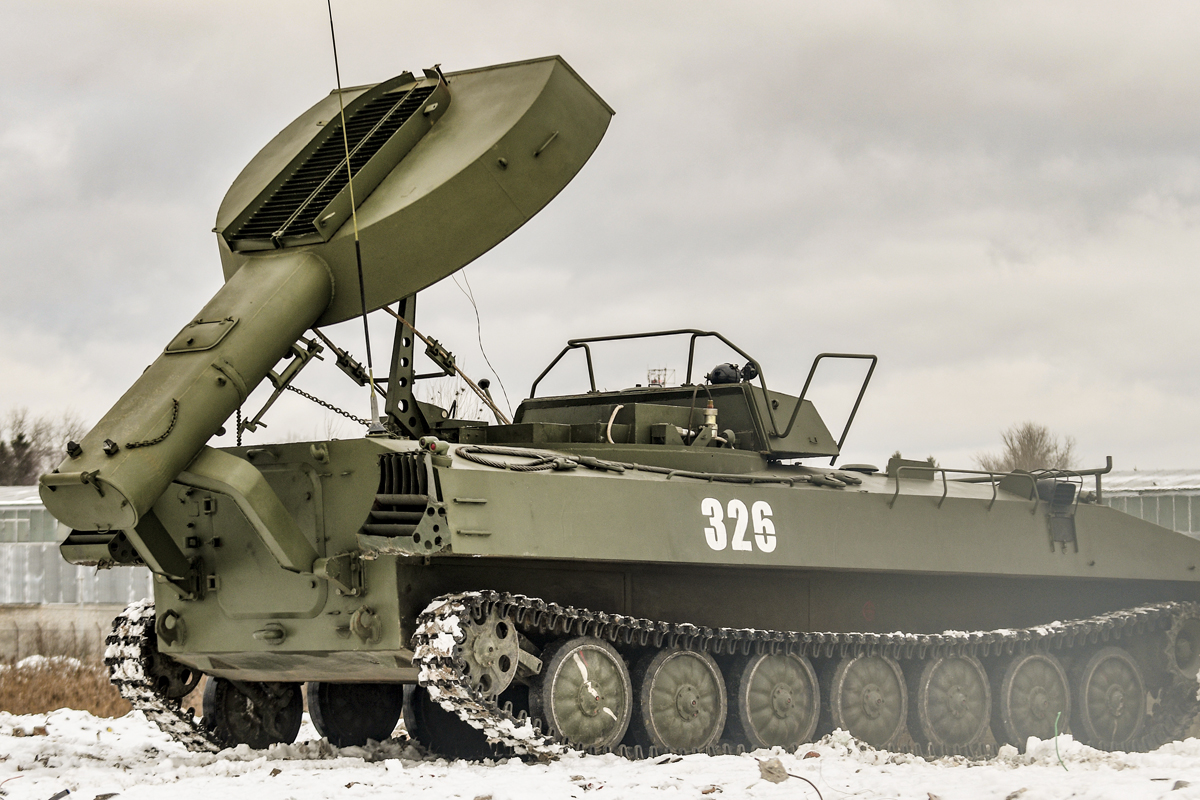
Char de déminage russe UR-77 avec cordon détonant
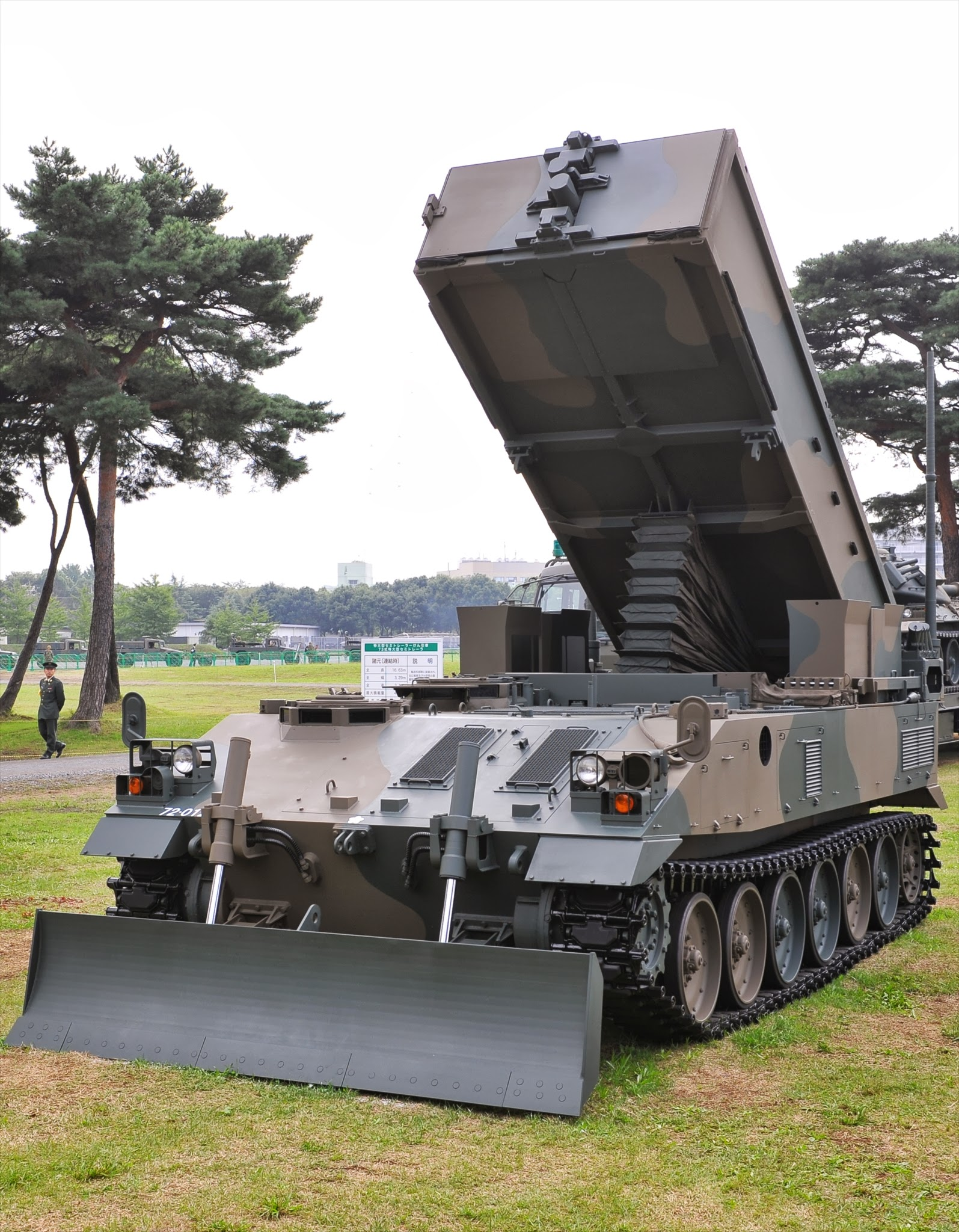
Lance roquette à sous munitions de déminage de l'armée japonaise
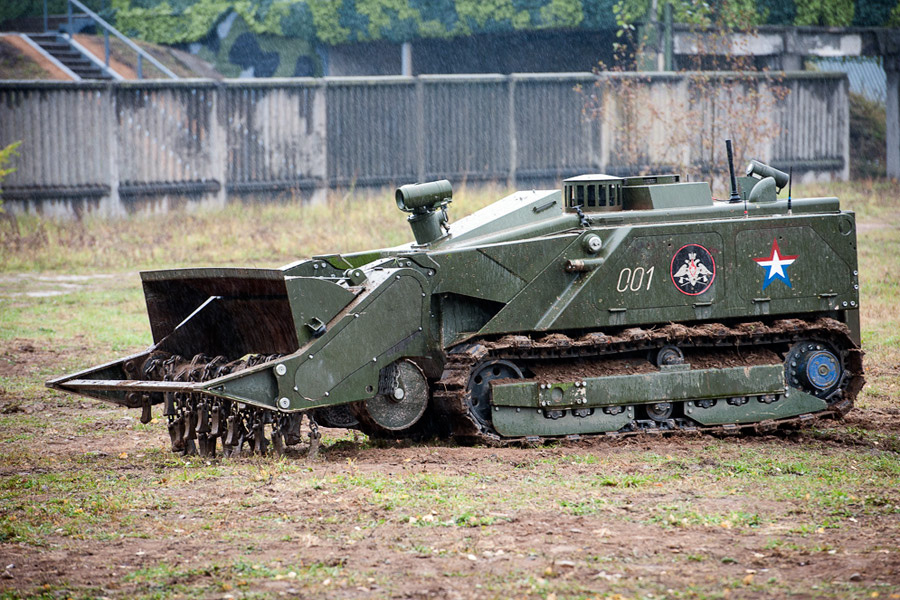
Uran-6 drone terrestre russe de déminage
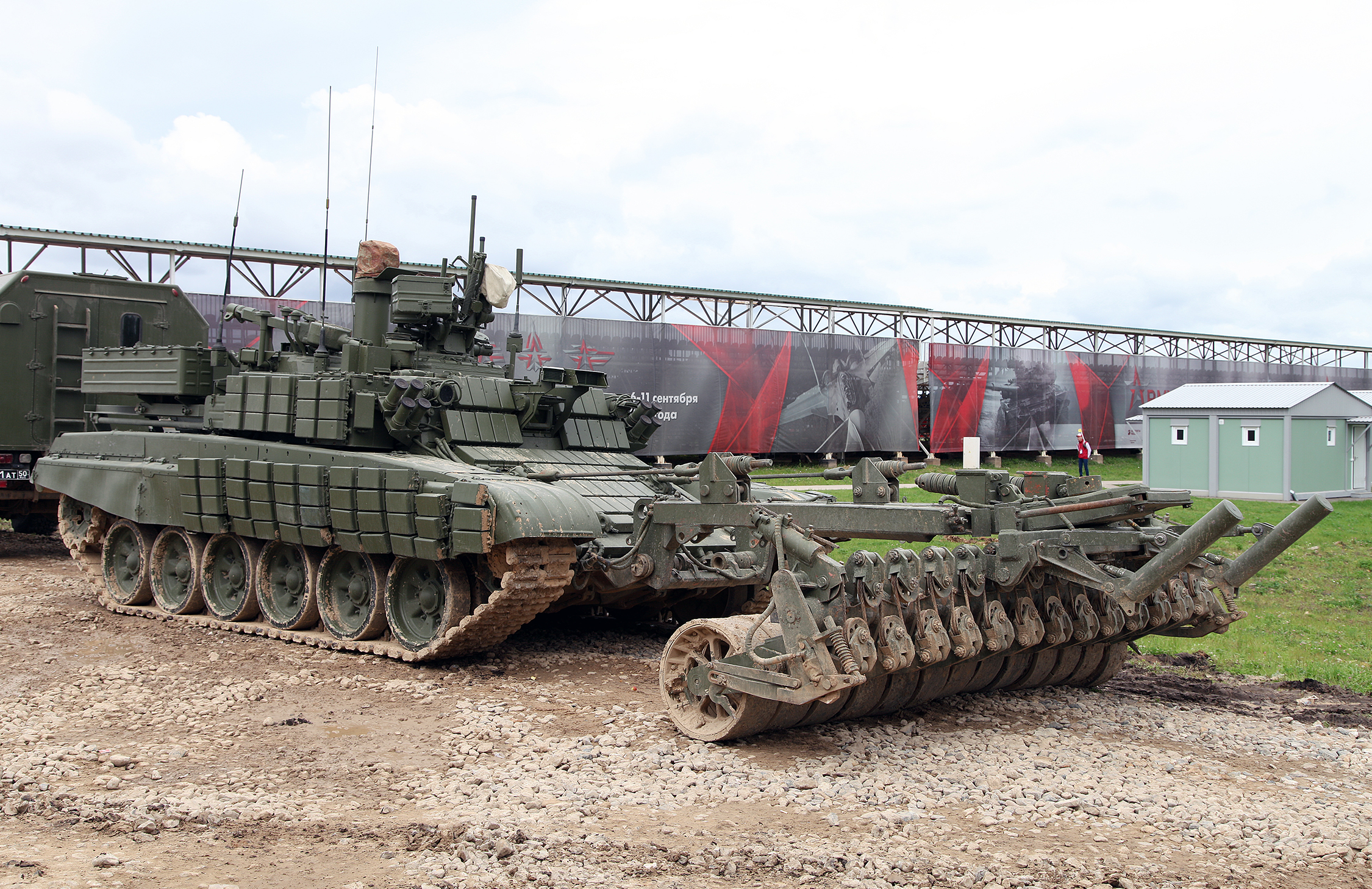
Char de déminage télécommandé Prokhod-1 russe
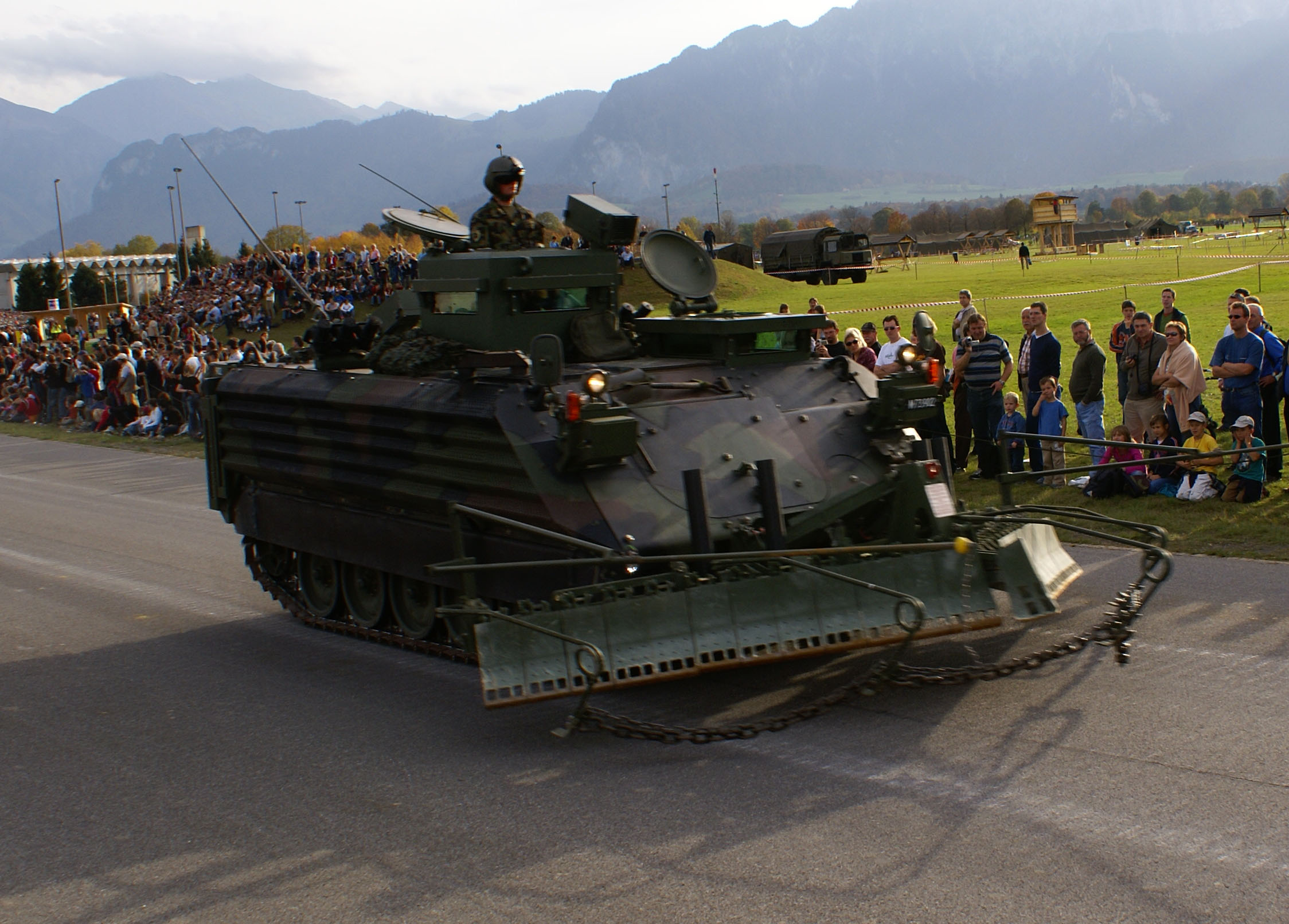
Un blindé de déminage M113 léger 63/00 de l'armée suisse lors d'une parade sur la place d'armes de Thoune.
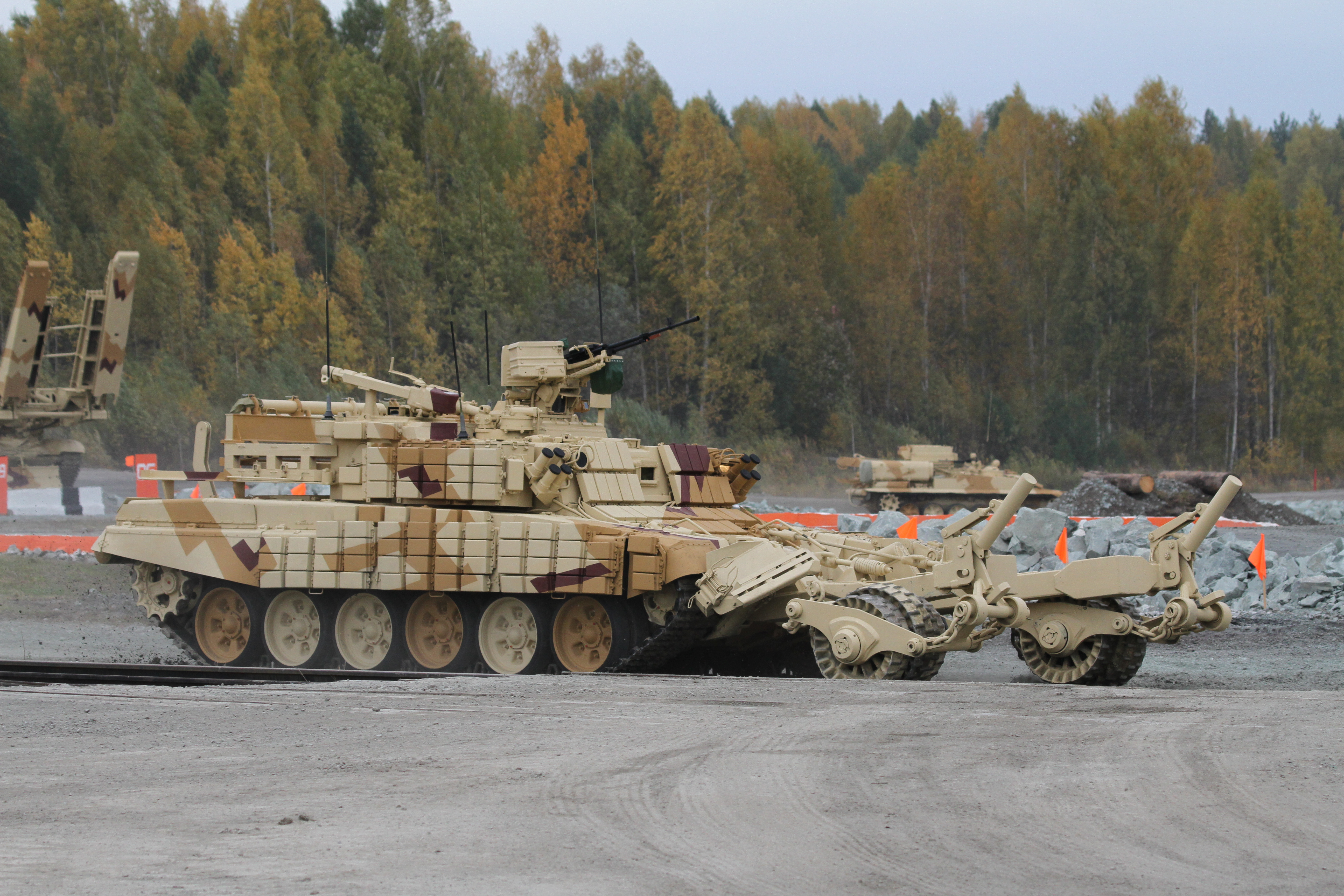
BMR-3 en 2013